# 関前村

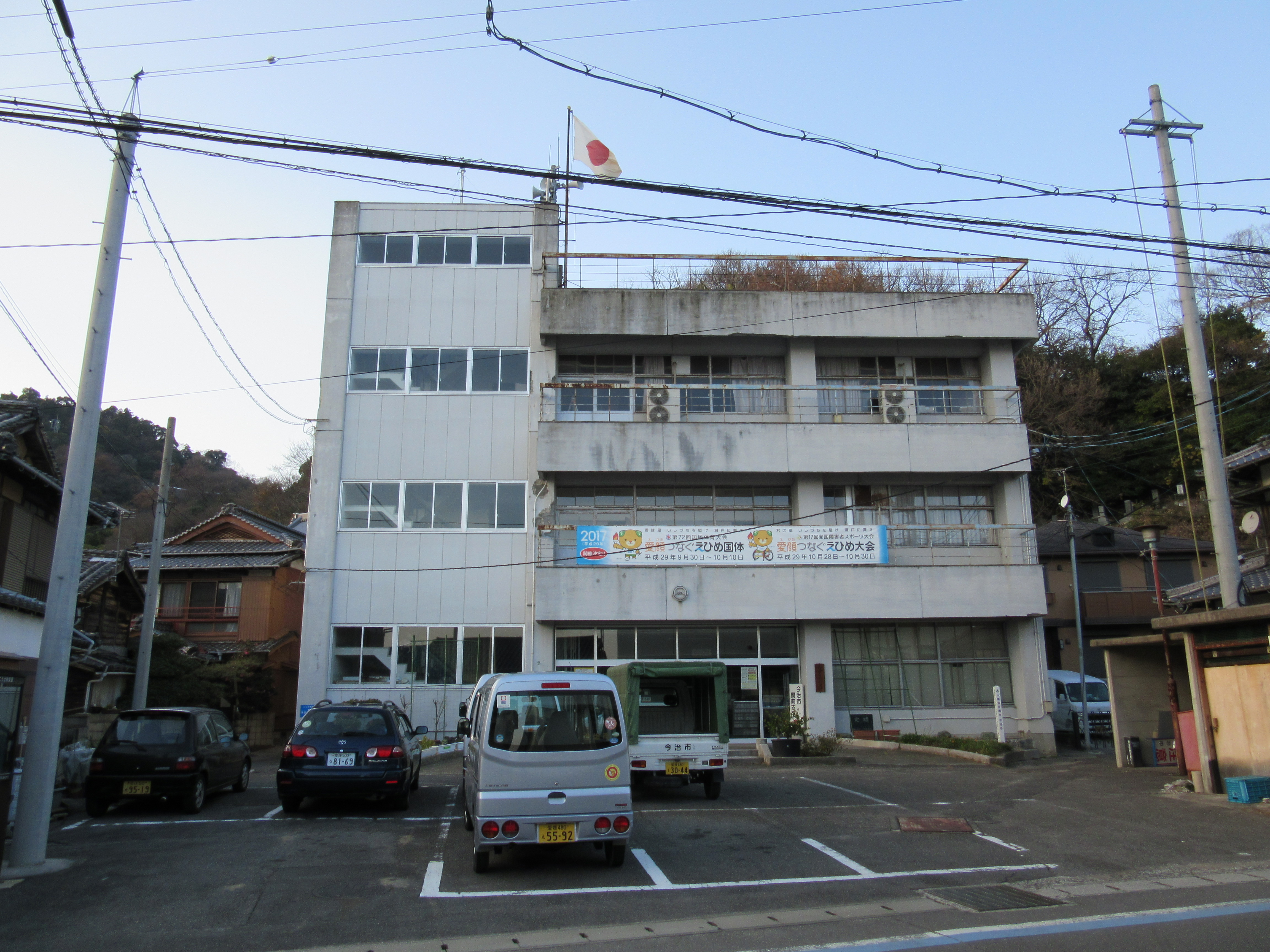
今治市関前支所（旧: 関前村役場）

関前村（せきぜんむら）は、2004年まで愛媛県の東予地方にあった村である。2005年1月に今治市・越智郡11か町村の合併により、地方自治体としては消滅した。またこの結果、愛媛県から「村」が消滅した。
今治港の北西方向に位置する島しょ群で、有人島は岡村島、大下島、小大下島の3島。下記以外の事項は、関前諸島またはそれぞれの島の記事参照。

## 地理
芸予諸島（より狭い範囲では関前諸島とも呼ぶ）の岡村島、大下島、小大下島の3島とその属島の無人島群からなる離島の村で、西部では広島県の大崎上島からのミカンの出作が行われてきた。石灰岩の露頭が見られて、明治時代に一時は島外から事業者が入り込み盛んに石灰の採掘が行われて島の形が変容する程であったが、資源の涸渇と共に島を去っていった。現在では巨大な採掘跡は水源地となっており、島民を潤している。
村名の由来
中世において瀬戸内海を近畿に上る航路上に位置しており、潮待ちの関の手前に位置したことにより「関前」と呼ばれた。

## 地域
自然村の大下と岡村とを、そのまま大字とした。行政区としては、｢小大下｣を加えた3つ。それぞれで、一つの島をなしている。
大下（おおげ）、岡村（おかむら）、小大下（こおげ）
平成の合併で今治市の一部になってからは、行政区名の前に｢関前｣を付けて大字は省く。（例）今治市関前大下

## 歴史
戦国期には、村上水軍の出城が築かれていた。
江戸期には、伊予松山藩領（1635年〜）で瀬戸内海航路の帆船の中継地となる。

### 沿革
- 江戸時代に、宮浦村と里浦村とが合併して岡村になる。
- 1838年（天保9年） - 小大下島を二分して、岡村と大下村とがそれぞれの村分とする。
- 1889年12月15日 - 岡村・大下村の合併により、關前村となる。
- 1903年 - 岡村・大下漁業組合が設立される。
- 1946年12月21日 - 早朝04:19過ぎに起こった南海大地震で、大きな被害を受ける。
- 1950年 - 観音崎が、瀬戸内海国立公園へ編入される。
- 1954年 - 台風13号で、大きな被害を受ける。
- 1959年5月8日 - 離島振興地域に指定される（第8次指定）。
- 1962年 - 岡村桟橋が完成する。
- 1975年 - 小大下鉱山が閉山する。
- 1995年 - 広島県側とを結ぶ岡村大橋（農道）が開通する。（1998年に大崎下島と繋がる。）
- 2005年1月16日 - 今治市・越智郡11か町村の合併により、自治体としては歴史を閉じる。
- 2008年 - 豊島大橋の開通により、岡村島は本州と陸続きとなる。

```
関前村の系譜
（町村制実施以前の村）　（明治期）　　　　　　（[[昭和の合併]]）　　　（[[平成の合併]]）
　　　　　　　　　　　　町村制施行時
大下　　━━━┓
　　　　　　　┣━━━関前村━━━━━━━━━━━━━━━━━━━━┓
岡村　　━━━┛　　　　　　　　　　　　　　　　　　　　　　　　　　┃
　　　　　　　　　　　　　　　　　　　　　　　　　　　　　　　　　　┃2005年1月16日
　　　　　　　　　　　　　　　　　　　　　　　　　　　　　　　　　　┃新設合併、新・今治市発足
　　　　　　　　　　　　　　　　　　　　　　　　　　　　今治市━━━╋━━今治市
　　　　　　　　　　　　　　　　　　　　　　　　　　　　朝倉村━━━┫
　　　　　　　　　　　　　　　　　　　　　　　　　　　　玉川町━━━┫
　　　　　　　　　　　　　　　　　　　　　　　　　　　　波方町━━━┫
　　　　　　　　　　　　　　　　　　　　　　　　　　　　大西町━━━┫
　　　　　　　　　　　　　　　　　　　　　　　　　　　　菊間町━━━┫
　　　　　　　　　　　　　　　　　　　　　　　　　　　　吉海町━━━┫
　　　　　　　　　　　　　　　　　　　　　　　　　　　　宮窪町━━━┫
　　　　　　　　　　　　　　　　　　　　　　　　　　　　伯方町━━━┫
　　　　　　　　　　　　　　　　　　　　　　　　　　　　上浦町━━━┫
　　　　　　　　　　　　　　　　　　　　　　　　　　　　大三島町━━┛

（注記）今治市以下の市町村の平成の合併以前の系譜はそれぞれの市・町・村の記事を参照のこと。

```

## 行政

### 村長
- 官選村長
  - 初代 - 井村亮 - 1889年12月15日 - 1900年?か1901年?
  - 第2代 - 井村利逹 - 19??年 - 19??年
  - 第3代 - 檜垣信庸 - 19??年 - 19??年
  - 第4代 - 村上利右衛門 - 19??年 - 19??年
  - 第5代 - 井村篤夫 - 19??年 - 19??年
  - 第6代 - 井村亮 - 1920年5月 - 1935年2月、2度目
  - 第7代 - ???????? - 193?年 - 193?年
  - 第8代 - 井村亮 - 1938年3月 - 1945年2月、3度目
  - 第9代 - ???????? - 194?年 - 194?年
- 民選村長
  - 初代 - 美藤清文 - 1947年4月 - 1983年4月、9期
  - 第2代 - 美藤芳人 - 1983年4月 - 1991年4月、2期
  - 第3代 - 池田深 - 1991年4月 - 2003年4月、3期
  - 第4代 - 久保一士 - 2003年4月 - 合併まで、1期

### 庁舎
村役場は、岡村島に在った（合併後は『今治市役所関前支所』）。昭和42年度建築、平成6年度増改築。

### キャッチフレーズ
「みかんと潮風のふるさと」

### 市町村合併
新:今治市は、12市町村と全国的にみても多くの市町村が関係する大規模な合併となった。関前村としては、合併しないあるいは他の市町村との枠組みという選択肢は事実上無かった。新・今治市となった合併市町村の中では、唯一の離島である。とはいえ、今治市内には関前村出身者も多いこともあり見捨てられることはないとの希望もあった。

### 財政
離島であり、財源が乏しくて非常に厳しい運営を迫られた。それに加えて地方交付税の削減など国の財政再建路線が追い打ちをかけて、2003年度の決算では起債制限比率が19.4%（単年度）と起債制限をかけられる20%すれすれの数字であり仮に合併しなければ数年内にも財政再建団体となることが免れない状況であった。
箱物に過大投資を行ってきたわけではないが、財政がここまで悪化した要因としては下記が考えられる。
- 村営フェリー事業を行っており、その赤字が負担となっていた。
- 柑橘園などの農業基盤整備に際して財源確保のため国庫補助事業の適用を受けるようにすると、いくぶんかの農業者・集落の自己負担が必要であるが零細農家が多いことから色々な形で村が支援してきた。

## 宗教

### 神道
- えびす神社（岡村）
- 木ノ山神社（ 〃 ）
- 里浦荒神社（ 〃 ）
- 白方荒神社（ 〃 ）
- 早津佐神社（大下）
- 姫子島神社（岡村）
  - 前身は、比目木村（ひめこむら）神社と血島（智島）神社。
- 宮浦荒神社（ 〃 ）
- 山神社（小大下）
- 龍神神社（岡村）

### 仏教

#### 禅宗
- かつて岡村に南潮山智勝寺があったが、20世紀初期の火災の際に政策により無くなり檀家は潮音山善照寺（後述）の門徒となる。

#### 浄土真宗
- 浄土真宗本願寺派
  - 榮林山法珠寺（大下）
- 真宗大谷派
  - 潮音山善照寺（岡村）
- 真宗木辺派
  - 照方寺（大下）

#### 真言宗
- 救世観音堂

#### その他
- 薬師堂

## 教育

### 保育園・保育所
- 関前村立岡村保育所（岡村小学校・関前中学校と同じ敷地にある）

### 幼稚園
無し

### 小学校
- 関前村立岡村小学校‐村内に、同校の僻地集会室がある。（岡村保育所・関前中学校と同じ敷地にある）
- 関前村立大下小学校（1880年創立、1997年休校、2002年廃校。）

かつては、小大下校があった。

### 中学校
- 関前中学校（岡村保育所・岡村小学校と同じ敷地にある）

かつては、関前村立岡村中学校と関前村立大下中学校とがそれぞれあった。

### 高等学校
村内には高等学校が無く、旧今治市内へ行かざるを得ない。

### 養護学校
無し

### 大学・短大
無し

## 交通

### 航路
村営フェリーにより、今治港および大崎下島・大崎上島（共に広島県）と結ばれている。合併後は市によって今治市営フェリーとして運行されている。

### 鉄道
村内に、鉄道は無い。最寄駅:JR四国予讃線今治駅あるいはJR西日本呉線広駅

### 道路
村内に、国道・主要地方道は無い。岡村島と大崎下島（広島県）は、橋で結ばれている。（安芸灘諸島連絡架橋構想の一つとして位置づけられる）。 合併後の2009年には、呉市まで架橋を利用することでいけるようになった。

## 出身有名人
- 長野翼 - アナウンサー（フジテレビ所属、岡村島出身）
- 桧垣宮都 - 東京農業大学名誉教授（同大地域環境科学部長、図書館長、国際交流センター長など歴任、日本木材保存協会理事長、岡村島出身）
- 菊川忠継 - 航空幕僚副長・空将（第32代北部航空方面隊司令官、岡村島出身）
- 井川英福 - 北京五輪女子ソフトボール代表総監督（トヨタ自動車ソフトボール部監督、小大下島出身）
- 人見緑 - 昭和女子大学創立の母（人見圓吉（昭和女子大学創立者）の妻、大下島出身）
- 美藤章 - 日本基督教団の牧師（父親は本村長の美藤清文、岡村島出身）

## ゆかりの有名人
- 森繁久弥 - 大下のみんなの広場に、詩碑がある。